# Bond van Vrouwelijke Studenten Vereenigingen
De Bond van Vrouwelijke Studenten Vereenigingen (BVSV) was de overkoepelende organisatie van vrouwelijke studentenverenigingen in Nederland. De BVSV is opgericht in 1931 en in 1972 middels fusie opgegaan in de Algemene Senaten Vergadering.
Veel vrouwelijke studentenverenigingen waren inmiddels begin jaren 70 al gefuseerd met hun mannelijke pendanten: de corpora. Alleen in Utrecht bleven de vrouwelijke studentenvereniging en het mannelijke corps tot op de dag van vandaag gescheiden (ongemengd).
De bij de BVSV aangesloten vrouwelijke studentenverenigingen waren:
| Vrouwelijke studentenvereniging                               | Opgericht in |
| ------------------------------------------------------------- | ------------ |
| Groningsche Vrouwelijke Studenten Club 'Magna Pete'           | 1898         |
| Utrechtsche Vrouwelijke Studenten Vereeniging                 | 1899         |
| Vereeniging voor Vrouwelijke Studenten te Leiden              | 1900         |
| Delftsche Vrouwelijke Studenten Vereeniging                   | 1900         |
| Amsterdamsche Vrouwelijke Studenten Vereeniging 'Ardeat Vita' | 1902         |
| Rotterdamsche Vrouwelijke Studenten Vereniging                | 1915         |
| Wageningsche Vrouwelijke Studentenvereeniging                 | 1917         |

Amsterdamsch Studenten Corps / Amsterdamsche Vrouwelijke Studenten Vereeniging · Delftsch Studenten Corps · Groninger Studenten Corps 'Vindicat atque Polit' · Leidse Studenten Vereniging 'Minerva' · Rotterdamsch Studenten Corps · Rotterdamsche Vrouwelijke Studenten Vereeniging · Utrechtsch Studenten Corps · Utrechtsche Vrouwelijke Studenten Vereeniging / Nieuwe Vereniging van Vrouwelijke Studenten Utrecht · Wageningse Studenten Vereniging 'Ceres'
Bond van Vrouwelijke Studenten Vereenigingen, in 1972 opgegaan in de Algemene Senaten Vergadering:

Groningsche Vrouwelijke Studenten Club 'Magna Pete' · Utrechtsche Vrouwelijke Studenten Vereeniging · Vereeniging voor Vrouwelijke Studenten te Leiden · Delftsche Vrouwelijke Studenten Vereeniging · Amsterdamsche Vrouwelijke Studenten Vereeniging 'Ardeat Vita' · Rotterdamsche Vrouwelijke Studenten Vereniging · Wageningsche Vrouwelijke Studentenvereeniging